# Pseudoformicaleo iners
Pseudoformicaleo iners är en insektsart som först beskrevs av Luisa Eugenia Navas 1915.  Pseudoformicaleo iners ingår i släktet Pseudoformicaleo och familjen myrlejonsländor. Inga underarter finns listade i Catalogue of Life.